# El quinielero (película)
El quinielero es un cortometraje musical en blanco y negro filmado en Buenos Aires, Argentina, sobre la base de la canción "El quinielero" con música de Luis Cluzeau Mortet y letra de Roberto Aubriot Barboza, dirigido por Eduardo Morera, con producción de Federico Valle, en el que participa el cantor Carlos Gardel.
Está considerada como una de las primeras películas del cine sonoro latinoamericano con sonido óptico -junto a los demás cortometrajes de Gardel realizados en 1930- y uno de los primeros videoclips de la historia del cine.
Fue filmado en Buenos Aires entre el 23 de octubre y el 3 de noviembre de 1930 y nunca fue estrenado.

## Los cortometrajes musicales de Gardel de 1930
En 1930 Gardel protagonizó quince cortometrajes musicales sonoros, cada uno sobre una canción, con dirección de Eduardo Morera y producción de Federico Valle, uno de los pioneros del cine latinoamericano. Valle había nacido en Italia en 1880, y luego de trabajar con los Hermanos Lumière y tomar clases con Georges Méliès, emigró a la Argentina en 1911 y desde entonces produjo decenas de obras cinematográficas de gran valor, incluyendo los primeros noticieros y los largometrajes animados de Quirino Cristiani, los primeros en la historia del cine mundial en su género. 
De los quince cortos, cinco resultaron arruinados en el laboratorio, entre ellos dos titulados Leguisamo solo, en el que aparecía el jockey Irineo Leguisamo y El quinielero. Los diez cortos lanzados fueron: El carretero, Añoranzas, Rosas de otoño, Mano a mano, Yira, yira, Tengo miedo, Padrino pelao, Enfundá la mandolina, Canchero y Viejo smoking.

## Sinopsis
La película consiste en la interpretación por parte de Carlos Gardel del tango "El quinielero" con música de Luis Cluzeau Mortet y letra de Roberto Aubriot Barboza, acompañado por las guitarras de José María Aguilar, Ángel Domingo Riverol y Guillermo Barbieri. Se trata de una imagen fija de Gardel cantando, con un fondo negro, que saluda al finalizar como si estuviera en el teatro. Tiene un pequeño salto a la mitad, que causó que la misma no fuera exhibida.

## Daño y extravío
Por razones técnicas la película resultó dañada durante el proceso de edición y descartada, debido a lo cual no fue lanzada. Perdida durante décadas apareció en 1995, al ser adquirida por Horacio Ismael Atadía y Roberto Ciesco, de Wincolux, Antonio Gutiérrez, proyectorista, y Carlos Puente, coleccionista.
La película no ha vuelto a ser exhibida en público. El 25 de junio de 2000, el Canal 7, al cumplirse 65 años de la muerte de Gardel, transmitió fragmentos de la película en el programa "Tango, sólo tango". 

## Características
La película fue filmada en Buenos Aires entre el 23 de octubre y el 3 de noviembre de 1930, en los Estudios Valle ubicados en la calle México 832, junto a otros catorce cortometrajes similares, que tuvieron a Gardel como protagonista.
Fue realizada con sonido óptico, es decir con una banda de sonido grabada en la película misma, denominado sistema Movietone inventado por Lee De Forest, que permitía la utilización de rollos pequeños y era adecuado para filmar noticieros, documentales y cortos musicales. Este sistema aventajaba al Vitaphone, que consistía en discos fonográficos que se ejecutaban en forma paralela a la proyección del filme pero cuyo sonido era de menor calidad y presentaba problemas para su sincronización.
Está considerada como una de las primeras películas del cine sonoro latinoamericano con sonido óptico -junto a los demás cortometrajes de Gardel realizados en 1930- y uno de los primeros videoclips de la historia del cine.

## Reparto
- Carlos Gardel
- José María Aguilar
- Ángel Domingo Riverol
- Guillermo Barbieri